# Glossosoma varjakantakam
Glossosoma varjakantakam är en nattsländeart som beskrevs av Schmid 1971. Glossosoma varjakantakam ingår i släktet Glossosoma och familjen stenhusnattsländor. Inga underarter finns listade i Catalogue of Life.